# This is the New Shit
This is the New Shit – drugi singel promujący piąty studyjny album grupy Marilyn Manson The Golden Age of Grotesque, wydany w sierpniu 2003 roku. Wydanie brytyjskie singla zawiera cover Geto Boys pt. "Mind of a Lunatic". Grupa muzyczna Goldfrapp stworzyła remiks utworu, który również pojawił się w wersji brytyjskiej singla.
Na potrzeby teledysku nagrano na nowo refren utworu, w którym słowo Shit zastąpiono słowem Hit, a słowo Motherfuckers zostało zastąpione dźwiękami uniemożliwiającymi dokładne rozpoznanie przekleństwa. W takiej wersji ocenzurowanej piosenka została zatytułowana This is the New Hit.
Piosenkę wykorzystano w odcinku pt. Suckers serialu CSI: Kryminalne zagadki Las Vegas, w horrorze Topór (2006) oraz na ścieżce dźwiękowej do filmu [[Matrix: Reaktywacja]] (2003). Utwór ten brał także udział w promocji gry RPG o tytule Dragon Age: Origins.

## Lista utworów
Wydanie brytyjskie:
1. "This is the New Shit"
2. "This is the New Shit" (Marilyn Manson vs. Goldfrapp)
3. "Mind of a Lunatic"
4. "This is the New Shit" (klip)

Wydanie amerykańskie:
1. "This is the New Shit"
2. "This is the New Shit" (Marilyn Manson vs. Goldfrapp)
3. "Baboon Rape Party"
4. "mOBSCENE" (klip)

## Nawiązania doAdolfa Hitlera
Oryginalny czas trwania utworu wynosi cztery minuty i dwadzieścia sekund, podczas gdy data urodzin Adolfa Hitlera to 20 kwietnia 1889 roku (1889–04–20). Na początku teledysku do piosenki Manson i dwie kobiety jadą do mauzoleum starym kabrioletem, identycznym do tego, w którego posiadaniu był niegdyś Hitler. Singiel wydano 1 września - w rocznicę rozpoczęcia II wojny światowej.

## Pozycje na listach przebojów
| Notowanie (2003)      | Najwyższa pozycja |
| --------------------- | ----------------- |
| Germany Singles Chart | 25                |
| UK Singles Chart      | 29                |